# Абатство Бон Есперанс
Абатство Бон Есперанс (на френски: Abbaye de Bonne-Espérance, в превод абатство „Добра Надежда“) е историческо норбертинско абатство в Vellereille-les-Brayeux, част от град Естин, окръг Тюен на провинция Ено, Югозападна Белгия. Абатството е основано през 1130 г. и съществува до 1794 г., като по време на Френската революция монасите са прогонени, а сградите и имуществото на абатството са конфискувани и продадени. През 1830 г. в сградите на абатството е открита семинария за обучение на свещеници Petit Séminaire de Bonne-Espérance, а понастоящем в абатството функционира смесен колеж с обучение по основно и средно образование под името Collège Notre-Dame de Bonne-Espérance.

## История
Абатство Бон Есперанс е основано през 1130 г. През ХІІ и ХІІІ век абатството укрепва икономически и придобива 4700 хектара земя в графство Ено, херцогство Брабант и графство Намюр.
Следващите столетия са размирни и неспокойни. Първата половина на ХVІ век района на абатствотое арена на военни сблъсъци между войските на френския крал Франсоа I и тези на Карл V, император на Свещената римска империя. Това е период на напрежение между католици и протестанти. През 1542 г. по време на обсадата на Бенш, разположен на 4 километра от абатството, френски войски опустошават околността на обсаждания град и плячкосват абатството. Няколко години по късно през 1554 г. абатството отново е подложено на разграбване.
На 10 ноември 1568 г. по време на религиозните войни, войската на принц Вилхелм Орански нахлува в абатството и опожарява манастирските сгради. Монасите намират убежище в свои приорати Монс и Венш, но те също са разрушени през 1572 и 1576 г. Следва дълъг период на несигурност за норбертинската монашеска общност.
В началото на ХVІІ век, абатството успява да се съвземе, манастирските сгради са поправени и възстановени, с щедрата помощ и подкрепа на щатхалтерите на Испанска Нидерландия, ерцхерцог Албрехт VII Австрийски и Изабела-Клара Испанска.
През ХVІІІ век, графство Ено, което е под австрийско господство, се радва на дълъг период на просперитет и мир. През 1714 г. започва поетапно модернизиране на манастирските сгради и изграждането на нови, като в периода 1770 – 1776 г. е построена и новата абатска църква.
По време на Френската революция, през 1793 г. монасите са прогонени от абатството и имотите му са конфискувани. За кратко възобновения контрол на австрийските войски в района дава възможност на монасите да се завърнат в манастира. На 13 май 1794 г. френските революционни войски се завръщат и монасите са окончателно прогонени от своята обител.
Манастирските сгради и имоти са обявени за продажба. По късно голяма част от тях са изкупени от монашеското братство чрез местен арендатор, но монашеския живот не може да бъде възобновен, и през 1821 г. сградите на абатството са дарени на католическата епархия в Турне, която решава да отвори в манастира семинария. Така през 1830 г. в абатството се създава първоначално семинария за обучение на свещеници, а през 1838 г. е открит и светски курс за обучение на учители.
През ХХ век и до днес манастирския комплекс от сгради на бившето абатство функционира като смесен колеж под името Collège Notre-Dame de Bonne-Espérance.

## Абатска бираАбеи дьо Бон Есперанс
Едноименната абатска бира се произвежда от пивоварната Brouwerij Lefebvre от 1978 г. През 1980 г. започва успешен износ на абатската бира за Италия. Бирата Abbaye de Bonne-Espérance е сертифицирана от Съюза на белгийските пивовари през 1999 г. като „призната белгийска абатска бира“ (Erkend Belgisch Abdijbier) и може да носи лого, изобразяващо стилизирана чаша с кафява бира, вписана в готически прозорец-арка.